# Luvinate

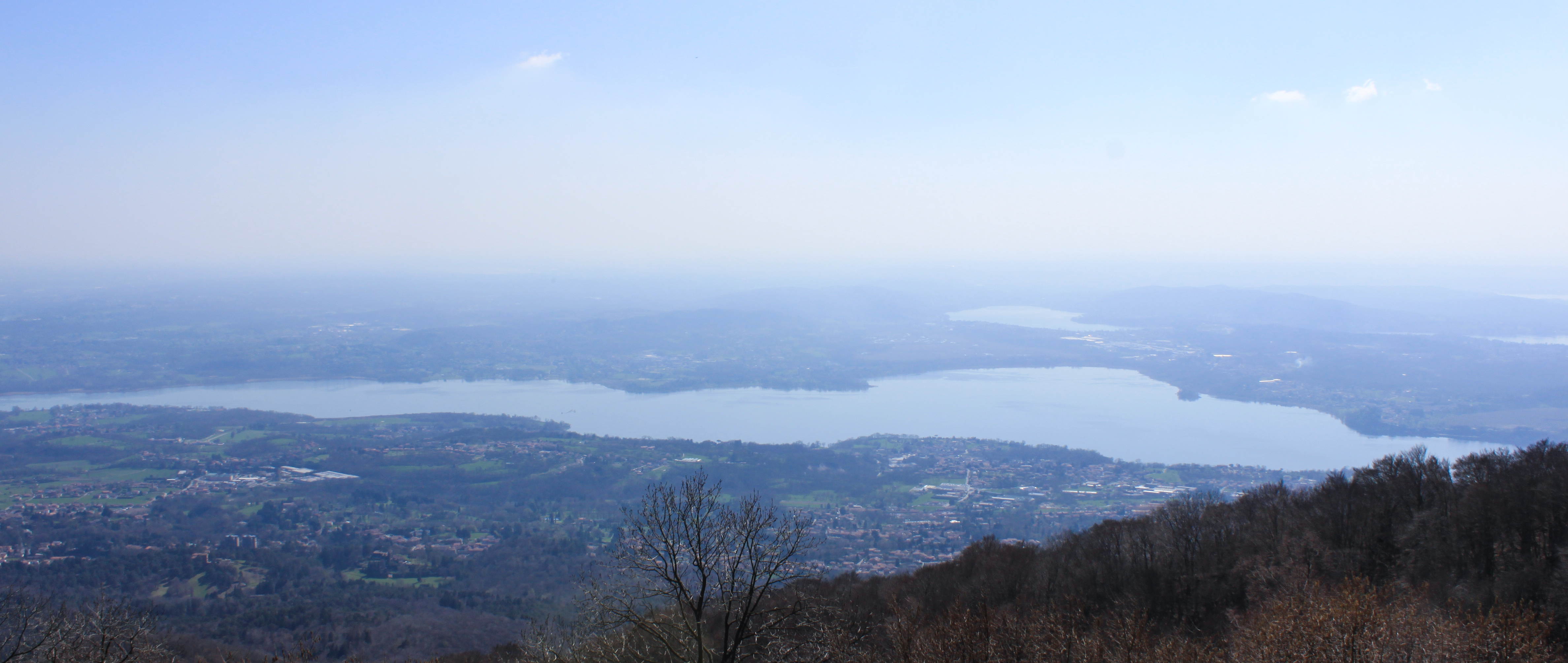
Lago di Varese von Luvinate geschaut

Luvinate ist eine norditalienische Gemeinde (comune) in der Provinz Varese in der Lombardei.

## Geographie
Die Gemeinde liegt etwa 5,5 Kilometer nordwestlich von Varese am Tinello, der in den Lago di Varese mündet. Luvinate bedeckt eine Fläche von 4,17 km². Die Nachbargemeinden sind Barasso, Casciago und Varese.

## Geschichte
In den Statuten der Straßen und Gewässer der Grafschaft Mailand von 1346 erscheint unter den Orten der Pieve von Varese, die zum Unterhalt der Bollate-Straße beitrugen, ein Ort namens Longonà, korrigiert zu Lovynà, der mit Luvinate identifiziert werden kann (1346). 1538 beschloss Karl V. (HRR), eine Reihe von Rechten zu verkaufen, woraus das so genannte Lehen Fraccia Superiore di Varese entstand, zu dem auch Luvinate gehörte und das von Francesco Girami erworben wurde. In den Registern des Estimo (Grundbuch) des Herzogtums Mailand von 1558 und späteren Aktualisierungen war Luvinate unter den in derselben Pieve erfassten Gemeinden.
Im Jahr 1611 befand sich das Lehen Fraccia Superiore im Besitz von Lavinia Visconti und ihrem Ehemann Alessandro Vistarini. Von Lavinia Visconti ging es 1647 durch Schenkung an den Grafen Fabio Visconti Borromeo über. Im Jahr 1633 wurde die Gemeinde Luvinate oder Loynate in die Liste der Ländereien des Staates Mailand aufgenommen, die den Salzzensus bezahlten. 1751 war das Dorf, das zur Gemeinde Varese gehörte, mit Giulio Visconti Borromeo Arese belehnt und fiel unter die Gerichtsbarkeit des Richters Carlo Bartolomeo Porta, dessen Büro sich in Gavirate, in der Gemeinde Brebbia, befand und an den jedes Jahr 8 Lire als Gebühr gezahlt wurden. Der Konsul der Gemeinde hat keine kriminelle Bank vereidigt. Der allgemeine Rat wurde auf dem öffentlichen Platz abgehalten, nachdem die Glocke geläutet worden war. Die Amtsträger waren ein Bürgermeister und zwei bürgerliche Abgeordnete, die routinemäßig alle drei Jahre gewählt wurden. Aufgabe der beiden Delegierten war es, sich um die Angelegenheiten der Gemeinde zu kümmern und die öffentlichen Verteilungen zu überwachen. Der Kanzler residierte in Varese, da es in der Gemeinde keine geeignete Person gab. Das Gehalt des Kanzlers betrug 21 Lire pro Jahr.
Nach dem vorübergehenden Zusammenschluss der lombardischen Provinzen mit dem Königreich Sardinien wurde die Gemeinde Luvinate mit 557 Einwohnern, die von einem fünfzehnköpfigen Gemeinderat und einem zweiköpfigen Stadtrat verwaltet wird, auf der Grundlage der durch das Gesetz vom 23. Oktober 1859 festgelegten Gebietsaufteilung dem Bezirk Varese in der Provinz Como zugeordnet. Bei der Gründung des Königreichs Italien im Jahr 1861 hatte die Gemeinde 604 Einwohner (Volkszählung 1861). Nach dem Gemeindegesetz von 1865 wurde die Gemeinde von einem Bürgermeister, einer Junta und einem Rat verwaltet. Im Jahr 1867 wurde die Gemeinde in denselben Bezirk, Kreis und dieselbe Provinz eingegliedert (Verwaltungsbezirk 1867).
Im Jahr 1924 wurde die Gemeinde in den Bezirk Varese der Provinz Como eingegliedert. Nach der Gemeindereform im Jahr 1926 wurde die Gemeinde von einem Podestà verwaltet. Im Jahr 1927 wurde die Gemeinde der Provinz Varese zugeschlagen. Im Jahr 1927 wurde die Gemeinde Luvinate mit der Gemeinde Comerio zusammengelegt (Königlicher Erlass Nr. 1141 vom 16. Juni 1927). 1957 wurde die autonome Gemeinde Luvinate durch Abtrennung ihres Gebiets von der Gemeinde Comerio neu gebildet (Präsidialdekret Nr. 597 vom 23. Mai 1957). Nach dem geltenden Gesetz über die Gemeindeorganisation wurde die Gemeinde von einem Bürgermeister, einer Junta und einem Rat verwaltet. Im Jahr 1971 hatte die Gemeinde Luvinate eine Fläche von 417 Hektar.

## Bevölkerung
| Bevölkerungsentwicklung | Bevölkerungsentwicklung | Bevölkerungsentwicklung | Bevölkerungsentwicklung | Bevölkerungsentwicklung | Bevölkerungsentwicklung | Bevölkerungsentwicklung | Bevölkerungsentwicklung | Bevölkerungsentwicklung | Bevölkerungsentwicklung | Bevölkerungsentwicklung | Bevölkerungsentwicklung | Bevölkerungsentwicklung | Bevölkerungsentwicklung | Bevölkerungsentwicklung | Bevölkerungsentwicklung |
| ----------------------- | ----------------------- | ----------------------- | ----------------------- | ----------------------- | ----------------------- | ----------------------- | ----------------------- | ----------------------- | ----------------------- | ----------------------- | ----------------------- | ----------------------- | ----------------------- | ----------------------- | ----------------------- |
| Jahr                    | 1751                    | 1805                    | 1853                    | 1859                    | 1881                    | 1901                    | 1921                    | 1931                    | 1951                    | 1961                    | 1971                    | 1991                    | 2001                    | 2016                    | 2021                    |
| Einwohner               | 225                     | 284                     | *505                    | 557                     | 672                     | 692                     | 842                     | *724                    | 785                     | 810                     | 1104                    | 1282                    | 1386                    | 1322                    | 1300                    |

- 1812 Fusion mit Barasso, Morosolo, Casciago und Oltrona
- 1927 Fusion mit Comerio

## Verkehr
Durch die Gemeinde führt die Staatsstraße 394 von Varese zur Schweizer Grenze.

## Sehenswürdigkeiten
- Vom alten Benediktinerkloster Sant’Antonino (12. Jahrhundert) sind der Kreuzgang (14. Jahrhundert), die Kapelle, die Sakristei, der Glockenturm und das Zimmer der Äbtissin erhalten; hier hat der Golfclub Varese seinen Sitz.
- Die Pfarrkirche der Heiligen Ippolito und Cassiano ist ein Bau aus dem späten 18. Jahrhundert.